# André Alves dos Santos
André Alves dos Santos (zumeist kurz André Alves; * 15. Oktober 1983 in Dourados) ist ein ehemaliger brasilianischer Fußballspieler auf der Position eines Stürmers. Ab 2009 stand er beim Videoton FC mit Spielbetrieb in der Nemzeti Bajnokság, der höchsten Spielklasse im ungarischen Fußball, unter Vertrag. Mit dem Videoton FC bzw. während seiner Zeit beim Verein feierte er zahlreiche Erfolge, darunter einen Meistertitel, die Wahl zum besten Spieler und den Erhalt der Torschützenkrone.

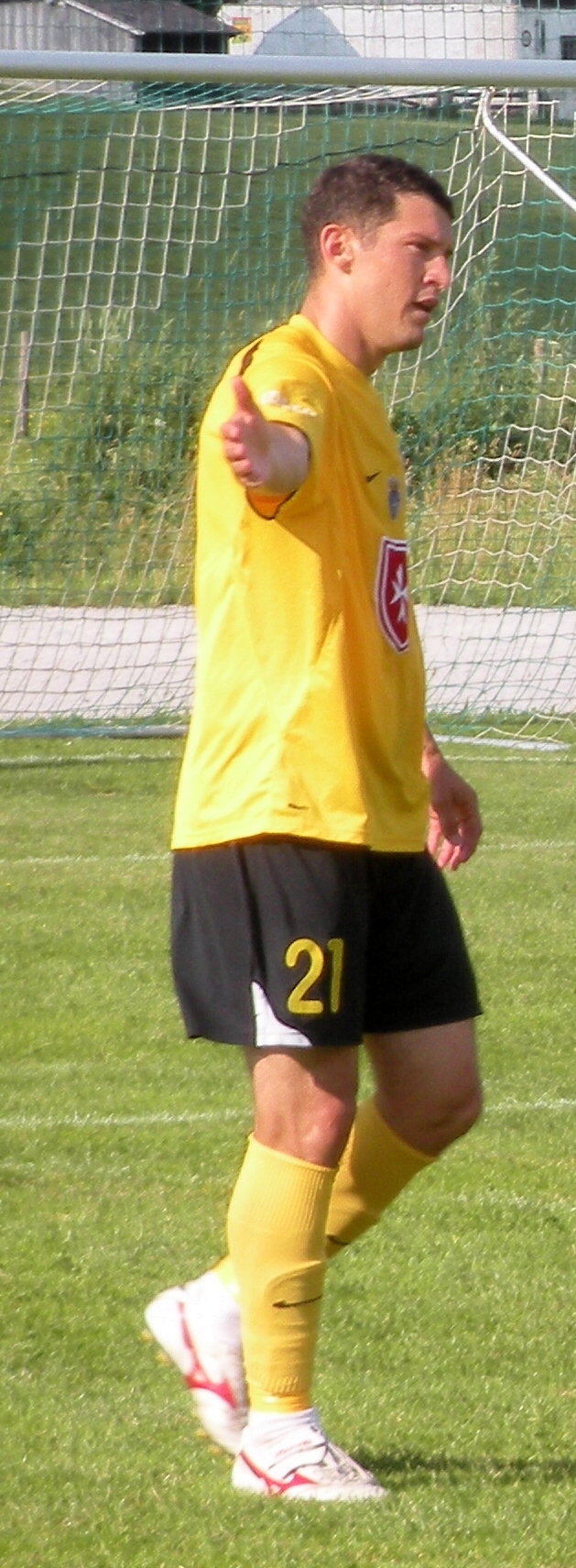
André Alves im Trikot von Videoton FC (2010)

## Erfolge

### Vereinserfolge
- 1× Vizemeister der Nemzeti Bajnokság: 2009/10 (mit dem Videoton FC)
- 1× Meister der Nemzeti Bajnokság: 2010/11 (mit dem Videoton FC)
- 1× Ungarischer Supercupsieger: 2011

### Individuelle Erfolge
- 1× Torschützenkönig der Nemzeti Bajnokság: 2010/11 (24 Tore)
- 1× Bester Spieler der Nemzeti Bajnokság: 2010/11
- 2× Wahl ins All-Star-Team der Nemzeti Bajnokság: 2009/10 und 2010/11 (Online-Wahl von Nemzeti Sport)